# نيفينبيمباو
نيفينبيمباو (بالإنجليزية: Nevinbimbaau)‏ هي الغولة المرعبة في الميثولوجيا الميلانيزية. وهي إلهة في الأساطير الميلانية في جزيرة ماليكولا، فانواتو.